# Coeficiente binomial gaussiano
En matemáticas, los coeficientes binomiales gaussianos (también llamados coeficientes gaussianos, polinomios gaussianos, o coeficientes q-binomiales) son q-análogos de los coeficientes binomiales. El coeficiente gaussiano binomial, escrito como 
{\displaystyle {\binom {n}{k}}_{q}} ó {\displaystyle {\begin{bmatrix}n\\k\end{bmatrix}}_{q}},
es un polinomio en q con coeficientes enteros, cuyos valores cuando q es tomada como una potencia prima cuenta el número de subespacios de dimensión k en un espacio vectorial de dimensión n sobre un cuerpo finito con q elementos.

## Definiciones
Los coeficientes binomiales gaussianos se define como:
{\displaystyle {m \choose r}_{q}={\frac {(1-q^{m})(1-q^{m-1})\cdots (1-q^{m-r+1})}{(1-q)(1-q^{2})\cdots (1-q^{r})}}}
donde m y r son enteros no negativos. Si r > m, se evalúa a 0. Para r = 0, el valor es 1 puesto que el numerador y el denominador son productos vacíos.
Aunque la fórmula en principio parecer ser una función racional, en realidad es un polinomio, puesto que la división es exacta en Z[q]
Todos los factores en el numerador y el denominador son divisibles por 1 − q, y el cocientes es el q-número:
{\displaystyle [k]_{q}=\sum _{0\leq i<k}q^{i}=1+q+q^{2}+\cdots +q^{k-1}={\begin{cases}{\frac {1-q^{k}}{1-q}}&{\text{for}}&q\neq 1\\k&{\text{for}}&q=1\end{cases}},}
Dividiendo estos factores da la fórmula equivalente
{\displaystyle {m \choose r}_{q}={\frac {[m]_{q}[m-1]_{q}\cdots [m-r+1]_{q}}{[1]_{q}[2]_{q}\cdots [r]_{q}}}\quad (r\leq m).}
En términos del q factorial {\displaystyle [n]_{q}!=[1]_{q}[2]_{q}\cdots [n]_{q}}, la fórmula puede ser expresada como
{\displaystyle {m \choose r}_{q}={\frac {[m]_{q}!}{[r]_{q}!\,[m-r]_{q}!}}\quad (r\leq m).}
Sustituyendo q = 1 en {\displaystyle {\tbinom {m}{r}}_{q}} se obtiene el coeficiente binomial ordinario {\displaystyle {\tbinom {m}{r}}}.
El coeficiente binomial gaussiano tiene valores finitos como {\displaystyle m\rightarrow \infty }:
{\displaystyle {\infty  \choose r}_{q}=\lim _{m\rightarrow \infty }{m \choose r}_{q}={\frac {1}{(1-q)(1-q^{2})\cdots (1-q^{r})}}={\frac {1}{[r]_{q}!\,(1-q)^{r}}}}

## Ejemplos
{\displaystyle {0 \choose 0}_{q}={1 \choose 0}_{q}=1}
{\displaystyle {1 \choose 1}_{q}={\frac {1-q}{1-q}}=1}
{\displaystyle {2 \choose 1}_{q}={\frac {1-q^{2}}{1-q}}=1+q}
{\displaystyle {3 \choose 1}_{q}={\frac {1-q^{3}}{1-q}}=1+q+q^{2}}
{\displaystyle {3 \choose 2}_{q}={\frac {(1-q^{3})(1-q^{2})}{(1-q)(1-q^{2})}}=1+q+q^{2}}
{\displaystyle {4 \choose 2}_{q}={\frac {(1-q^{4})(1-q^{3})}{(1-q)(1-q^{2})}}=(1+q^{2})(1+q+q^{2})=1+q+2q^{2}+q^{3}+q^{4}}
{\displaystyle {6 \choose 3}_{q}={\frac {(1-q^{6})(1-q^{5})(1-q^{4})}{(1-q)(1-q^{2})(1-q^{3})}}=(1+q^{2})(1+q^{3})(1+q+q^{2}+q^{3}+q^{4})=1+q+2q^{2}+3q^{3}+3q^{4}+3q^{5}+3q^{6}+2q^{7}+q^{8}+q^{9}}

## Propiedades

### Reflexión
Como ocurre en el coeficientes binomiales ordinarios, los coeficientes binomiales gaussianos tienen simetría central, i.e., son invariantes bajo la reflexión {\displaystyle r\rightarrow m-r}:
{\displaystyle {m \choose r}_{q}={m \choose m-r}_{q}.}
en particular,
{\displaystyle {m \choose 0}_{q}={m \choose m}_{q}=1\,,}
{\displaystyle {m \choose 1}_{q}={m \choose m-1}_{q}={\frac {1-q^{m}}{1-q}}=1+q+\cdots +q^{m-1}\quad m\geq 1\,.}

### Límite cuandoq= 1
La evaluación de un coeficiente binomial gaussiano cuando q = 1 es
{\displaystyle \lim _{q\to 1}{m \choose r}_{q}={m \choose r}}
i.e. la suma de los coeficientes da el corresponiente valor binomial.

### Análogos de la identidad de Pascal
Los análogos de la identidad de Pascal para los coeficientes binomiales gaussianos son:
{\displaystyle {m \choose r}_{q}=q^{r}{m-1 \choose r}_{q}+{m-1 \choose r-1}_{q}}
y
{\displaystyle {m \choose r}_{q}={m-1 \choose r}_{q}+q^{m-r}{m-1 \choose r-1}_{q}.}
Cuando {\displaystyle q=1}, these ambos dan la identidad binomial usual. Se puede ver que cuando {\displaystyle m\to \infty }, ambas ecuaciones continúan siendo válidas.
El primer análogo de Pascal permite el cálculo recursivo de los coeficientes binomiales gaussianos (con respecto a m ) usando los valores iniciales
{\displaystyle {m \choose m}_{q}={m \choose 0}_{q}=1}
y también muestra que los coeficientes binomiales de Gauss son de hecho polinomios (en q).
El segundo análogo de Pascal se sigue del primero usando la sustitución {\displaystyle r\rightarrow m-r} y de la invarianza de los coeficientes binomiales gaussianos bajo la reflexión {\displaystyle r\rightarrow m-r}.

### Demostraciones de los análagos
Ambos análogos pueden probarse observando primero que a partir de la definición de {\displaystyle {\tbinom {m}{r}}_{q}}, se tiene que:
{\displaystyle {\binom {m}{r}}_{q}={\frac {1-q^{m}}{1-q^{m-r}}}{\binom {m-1}{r}}_{q}[1]}
{\displaystyle {\binom {m}{r}}_{q}={\frac {1-q^{m}}{1-q^{r}}}{\binom {m-1}{r-1}}_{q}[2]}
{\displaystyle {\frac {1-q^{r}}{1-q^{m-r}}}{\binom {m-1}{r}}_{q}={\binom {m-1}{r-1}}_{q}[3]}
como
{\displaystyle {\frac {1-q^{m}}{1-q^{m-r}}}={\frac {1-q^{r}+q^{r}-q^{m}}{1-q^{m-r}}}=q^{r}+{\frac {1-q^{r}}{1-q^{m-r}}}}
[1] se convierte en:
{\displaystyle {\binom {m}{r}}_{q}=q^{r}{\binom {m-1}{r}}_{q}+{\frac {1-q^{r}}{1-q^{m-r}}}{\binom {m-1}{r}}_{q}}
y sustituyendo en [3] se obtiene el primer análogo.
En un proceso similar, usando
{\displaystyle {\frac {1-q^{m}}{1-q^{r}}}=q^{m-r}+{\frac {1-q^{m-r}}{1-q^{r}}}}
en vez del anterior, se obtiene el segundo análogo.

### Teoremaq-binomial
Hay una análogo del teorema binomial para coeficientes q-binomiales:
{\displaystyle \prod _{k=0}^{n-1}(1+q^{k}t)=\sum _{k=0}^{n}q^{k(k-1)/2}{n \choose k}_{q}t^{k}.}
Al igual que el teorema del binomio habitual, esta fórmula tiene numerosas generalizaciones y extensiones; una de ellas, correspondiente al teorema binomial generalizado de Newton para potencias negativas, es
{\displaystyle \prod _{k=0}^{n-1}{\frac {1}{1-q^{k}t}}=\sum _{k=0}^{\infty }{n+k-1 \choose k}_{q}t^{k}.}
En el límite {\displaystyle n\rightarrow \infty }, estas fórmulas dan
{\displaystyle \prod _{k=0}^{\infty }(1+q^{k}t)=\sum _{k=0}^{\infty }{\frac {q^{k(k-1)/2}t^{k}}{[k]_{q}!\,(1-q)^{k}}}}
y
{\displaystyle \prod _{k=0}^{\infty }{\frac {1}{1-q^{k}t}}=\sum _{k=0}^{\infty }{\frac {t^{k}}{[k]_{q}!\,(1-q)^{k}}}}.
Tomando {\displaystyle t=q} se obtienen las funciones generadoras para distintas partes y cualquier parte respectivamente.

### Identidadq-binomial central
Con los coeficientes binomiales ordinarios, se tiene que:
{\displaystyle \sum _{k=0}^{n}{\binom {n}{k}}^{2}={\binom {2n}{n}}}
Con los coeficientes q-binomiales, el análogo es:
{\displaystyle \sum _{k=0}^{n}q^{k^{2}}{\binom {n}{k}}_{q}^{2}={\binom {2n}{n}}_{q}}